# ローザンヌ器楽アンサンブル
ローザンヌ器楽アンサンブル（仏: Ensemble Instrumental de Lausanne）は、スイスのローザンヌを拠点にする室内オーケストラである。

## 沿革・概要
ミシェル・コルボによって1961年に創設された。ローザンヌ声楽アンサンブル（Ensemble Vocal de Lausanne）と共演するために、スイス・ロマンド管弦楽団の首席奏者などを構成員として設立される。
レパートリーはバロックからフォーレあたりまでの声楽曲で、基本的に現代楽器を使用するが、曲により古楽器を使用する。

## 録音
代表的なレコーディングは、コルボ指揮でモンテヴェルディやバッハの各種宗教曲、パーセルのオペラ『ディトーとエネアス』、来日公演でのライブ録音であるフォーレのレクイエムなどがある。
なお、1972年に録音されたバッハのミサ曲ロ短調には、フルートにオーレル・ニコレ、トランペットにモーリス・アンドレ、ギィ・トゥーヴロン、ベルナール・スーストロが参加している。